# Картел на барутните и взривните фабрики
Картѐл на бару̀тните и взрѝвните фа̀брики е монополистично обединение на фабрики за барут и взривни вещества в България от 1910 до 1918 и от 1937 до 1944 г.
Картелът е създаден през 1910 г., като обхваща шест фабрики за ловен и минно-каменарски барут – две в Пловдив, и в Буковец, Етъра, Стоките и Липник (дн. Николаево, обл. Русе). Те запазват производствена и юридическа самостоятелност, но се задължават да спазват установените цени и разпределение на пазара. Съществува до 1918 г., а през 1937 г. дейността му е възстановена – създадено е общо бюро за разпределение на печалбите и пазара. Картелът функционира до 1944 г.